# Elecciones municipales de Huaraz de 2014
Las elecciones municipales de Huaraz de 2014 se llevaron a cabo el 5 de octubre de 2014 para elegir al alcalde y al Concejo Provincial de Huaraz para el periodo 2015-2018. La elección se celebró simultáneamente con elecciones regionales y municipales (provinciales y distritales) en todo el Perú.

## Sistema electoral
La Municipalidad Provincial de Huaraz es el órgano administrativo y de gobierno de la provincia de Huaraz. Está compuesta por el alcalde y el Concejo Provincial.
La votación del alcalde y el concejo se realiza en base al sufragio universal, que comprende a todos los ciudadanos nacionales mayores de dieciocho años, empadronados y residentes en la provincia de Huaraz y en pleno goce de sus derechos políticos, así como a los ciudadanos no nacionales residentes y empadronados en la provincia de Huaraz.
El Concejo Provincial de Huaraz está compuesto por 11 regidores elegidos por sufragio directo para un período de cuatro (4) años, en forma conjunta con la elección del alcalde (quien lo preside). La votación es por lista cerrada y bloqueada. Se asigna a la lista ganadora los escaños según el método d'Hondt o la mitad más uno, lo que más le favorezca.

## Composición del Concejo Provincial de Huaraz
La siguiente tabla muestra la composición del Concejo Provincial de Huaraz antes de las elecciones.
| Partidos | Partidos                                                                | Regidores |
| -------- | ----------------------------------------------------------------------- | --------- |
|          | Movimiento Independiente Nueva Esperanza Regional Ancashina "Nueva ERA" | 7         |
|          | Movimiento Independiente Reconstruyamos Áncash                          | 2         |
|          | Movimiento Acción Nacionalista Peruano                                  | 1         |
|          | Lista Independiente N° 1 Corazón Huaracino                              | 1         |

## Partidos y candidatos
A continuación se muestra una lista de los principales partidos y alianzas electorales que participaron en las elecciones:
| Candidatura | Candidatura | Partidos y alianzas | Candidatos | Candidatos                | Ideología                                                          | Resultado previo | Resultado previo | Ref. |
| Candidatura | Candidatura | Partidos y alianzas | Candidatos | Candidatos                | Ideología                                                          | Votos (%)        | Reg.             | Ref. |
| ----------- | ----------- | --- | ---------- | ------------------------- | ------------------------------------------------------------------ | ---------------- | ---------------- | ---- |
|             | MANPE       | Lista - Movimiento Acción Nacionalista Peruano (MANPE)                                                                  |            | Eleazar Espinoza Flores   | Regionalismo ancashino                                             | 12.43%           | 1                |      |
|             | APP         | Lista - Alianza para el Progreso (APP)                                                                                  |            | Luis Angulo Cabanillas    | Liberalismo económico Conservadurismo liberal Populismo de derecha | 2.49%            | 0                |      |
|             | RSC         | Lista - Movimiento Independiente Regional Río Santa Caudaloso (RSC)                                                     |            | Isidro Reyes Díaz         | Regionalismo ancashino                                             | 2.11%            | 0                |      |
|             | APRA        | Lista - Partido Aprista Peruano (APRA)                                                                                  |            | Norka Coral Maguiña       | Aprismo                                                            | 1.71%            | 0                |      |
|             | FP–H        | Lista - Alianza Hora Cero Fuerza Popular (FP–H) – Fuerza Popular (FP) – Movimiento Independiente Regional Hora Cero (H) |            | Carlos Romero Loli        | Fujimorismo Populismo de derecha Regionalismo ancashino            | 0.83%            | 0                |      |
|             | AP          | Lista - Acción Popular (AP)                                                                                             |            | Norma Cárdenas Muñoz      | Partido atrapalotodo                                               | 0.76%            | 0                |      |
|             | SP          | Lista - Somos Perú (SP)                                                                                                 |            | Zulema Méndez Rojas       | Democracia cristiana Conservadurismo social                        | 0.68%            | 0                |      |
|             | PPC         | Lista - Partido Popular Cristiano (PPC)                                                                                 |            | Mariano Huerta Ostos      | Conservadurismo social Humanismo Democracia cristiana              | Nuevo            | Nuevo            |      |
|             | UPP         | Lista - Unión por el Perú (UPP)                                                                                         |            | Humberto Espinoza Maguiña | Socioliberalismo Progresismo Socialdemocracia                      | Nuevo            | Nuevo            |      |
|             | PP          | Lista - Perú Posible (PP)                                                                                               |            | Fredy Rosas Lliuya        | Socioliberalismo Democracia liberal Tercera vía                    | Nuevo            | Nuevo            |      |
|             | SU          | Lista - Siempre Unidos (SU)                                                                                             |            | Rolf Pozo Camilo          | Partido atrapalotodo                                               | Nuevo            | Nuevo            |      |
|             | PHP         | Lista - Partido Humanista Peruano (PHP)                                                                                 |            | Richard Moreno Bustos     | Humanismo Socialismo Ecosocialismo                                 | Nuevo            | Nuevo            |      |
|             | DD          | Lista - Democracia Directa (DD)                                                                                         |            | Faustino Medina Escriba   | Socialismo Nacionalismo de izquierda Ecologismo                    | Nuevo            | Nuevo            |      |
|             | PPS         | Lista - Perú Patria Segura (PPS)                                                                                        |            | Gladys Bernuy Andrés      | Conservadurismo liberal Liberalismo económico                      | Nuevo            | Nuevo            |      |
|             | MIRPA       | Lista - Movimiento Independiente Regional Puro Áncash (MIRPA)                                                           |            | Vilma Jamanca Menacho     | Regionalismo ancashino                                             | Nuevo            | Nuevo            |      |
|             | RA          | Lista - Renovación Ancashina (RA)                                                                                       |            | Alberto Espinoza Cerrón   | Regionalismo ancashino                                             | Nuevo            | Nuevo            |      |
|             | EM          | Lista - Movimiento Regional El Maicito (EM)                                                                             |            | Carlos Tarazona Jiménez   | Regionalismo ancashino                                             | Nuevo            | Nuevo            |      |
|             | AM          | Lista - Movimiento Regional Ande-Mar (AM)                                                                               |            | Yolanda Quito Camones     | Regionalismo ancashino                                             | Nuevo            | Nuevo            |      |
|             | UNA         | Lista - Unión Nacionalista Ancashina (UNA)                                                                              |            | Edwin Tarazona Cadillo    | Regionalismo ancashino                                             | Nuevo            | Nuevo            |      |
|             | IND         | Lista - Lista Independiente N° 1 Juntos por Huaraz                                                                      |            | Raúl Ortiz Rodríguez      | Localismo huaracino                                                | Nuevo            | Nuevo            |      |

## Sondeos de opinión
Las siguientes tablas enumeran las estimaciones de la intención de voto en orden cronológico inverso, mostrando las más recientes primero y utilizando las fechas en las que se realizó el trabajo de campo de la encuesta. Cuando se desconocen las fechas del trabajo de campo, se proporciona la fecha de publicación.
Leyenda:
     Sondeo realizado en el periodo de prohibición legal de la difusión de sondeos de intención de voto.

### Intención de voto
La siguiente tabla enumera las estimaciones ponderadas (sin incluir votos en blanco y nulos) de la intención de voto.
|                                |            |   |      |      |      |     |     |      |  |  |  |  |  |
| Elecciones municipales de 2014 | 5 oct 2014 | — | 27.2 | 21.6 | 10.0 | 9.7 | 9.3 | 5.6  |  |  |  |  |  |
|                                |            |   |      |      |      |     |     |      |  |  |  |  |  |
| Ipsos Perú/América             | 5 oct 2014 | ? | 38.0 | 19.6 | 10.3 | –   | –   | 18.4 |  |  |  |  |  |

## Resultados

### Sumario general
|                                                                                                |                                                             |              |              |              |           |           |
| Partidos y coaliciones                                                                         | Partidos y coaliciones                                      | Voto popular | Voto popular | Voto popular | Regidores | Regidores |
| Partidos y coaliciones                                                                         | Partidos y coaliciones                                      | Votos        | %            | +/−          | Total     | +/−       |
|                                                                                                | Renovación Ancashina (RA)                                   | 21,075       | 27.20        | Nuevo        | 7         | +7        |
|                                                                                                | Lista Independiente N° 1 Juntos por Huaraz                  | 16,704       | 21.56        | n/a          | 2         | +2        |
|                                                                                                | Movimiento Regional El Maicito (EM)                         | 7,773        | 10.03        | Nuevo        | 1         | +1        |
|                                                                                                | Movimiento Independiente Regional Puro Áncash (MIRPA)       | 7,538        | 9.73         | Nuevo        | 1         | +1        |
|                                                                                                | Movimiento Acción Nacionalista Peruano (MANPE)              | 7,169        | 9.25         | –3.18        | 0         | –1        |
|                                                                                                | Alianza para el Progreso (APP)                              | 3,169        | 4.09         | +1.60        | 0         | ±0        |
|                                                                                                | Movimiento Regional Ande-Mar (AM)                           | 3,078        | 3.97         | Nuevo        | 0         | ±0        |
|                                                                                                | Siempre Unidos (SU)                                         | 2,324        | 3.00         | Nuevo        | 0         | ±0        |
|                                                                                                | Movimiento Independiente Regional Río Santa Caudaloso (RSC) | 1,443        | 1.86         | –0.25        | 0         | ±0        |
|                                                                                                | Partido Aprista Peruano (APRA)                              | 1,182        | 1.53         | –0.18        | 0         | ±0        |
|                                                                                                | Alianza Hora Cero Fuerza Popular (FP–H)1                    | 1,019        | 1.32         | +0.49        | 0         | ±0        |
|                                                                                                | Somos Perú (SP)                                             | 1,011        | 1.30         | +0.62        | 0         | ±0        |
|                                                                                                | Partido Humanista Peruano (PHP)                             | 917          | 1.18         | Nuevo        | 0         | ±0        |
|                                                                                                | Acción Popular (AP)                                         | 740          | 0.96         | +0.20        | 0         | ±0        |
|                                                                                                | Unión por el Perú (UPP)                                     | 735          | 0.95         | n/a          | 0         | ±0        |
|                                                                                                | Perú Posible (PP)                                           | 471          | 0.61         | n/a          | 0         | ±0        |
|                                                                                                | Partido Popular Cristiano (PPC)                             | 383          | 0.49         | n/a          | 0         | ±0        |
|                                                                                                | Unión Nacionalista Ancashina (UNA)                          | 310          | 0.40         | Nuevo        | 0         | ±0        |
|                                                                                                | Perú Patria Segura (PPS)                                    | 307          | 0.40         | Nuevo        | 0         | ±0        |
|                                                                                                | Democracia Directa (DD)                                     | 131          | 0.17         | Nuevo        | 0         | ±0        |
|                                                                                                |                                                             |              |              |              |           |           |
| Total                                                                                          | Total                                                       | 77,479       |              |              | 11        | ±0        |
|                                                                                                |                                                             |              |              |              |           |           |
| Votos válidos                                                                                  | Votos válidos                                               | 77,479       | 81.59        | +2.88        |           |           |
| Votos en blanco                                                                                | Votos en blanco                                             | 5,977        | 6.29         | –0.51        |           |           |
| Votos nulos                                                                                    | Votos nulos                                                 | 11,506       | 12.12        | –2.37        |           |           |
| Votos emitidos                                                                                 | Votos emitidos                                              | 94,962       | 82.88        | –4.02        |           |           |
| Abstenciones                                                                                   | Abstenciones                                                | 19,612       | 17.12        | +4.02        |           |           |
| Votantes registrados                                                                           | Votantes registrados                                        | 114,574      |              |              |           |           |
|                                                                                                |                                                             |              |              |              |           |           |
| Fuente:                                                                                        |                                                             |              |              |              |           |           |
| Notas al pie: 1 Comparado con los resultados de Fuerza 2011 (F2011) en las elecciones de 2010. |                                                             |              |              |              |           |           |
| Notas al pie:                                                                                  |                                                             |              |              |              |           |           |
| 1 Comparado con los resultados de Fuerza 2011 (F2011) en las elecciones de 2010.               |                                                             |              |              |              |           |           |

## Elecciones municipales distritales

### Resultados por distrito
La siguiente tabla enumera el control de los distritos de la provincia de Huaraz. El cambio de mando de una organización política se resalta del color de ese partido.
| Distrito      | Alcalde(sa) titular        | Partido político | Partido político           | Alcalde(sa) electo(a)                          | Partido político                               | Partido político                               |
| ------------- | -------------------------- | ---------------- | -------------------------- | ---------------------------------------------- | ---------------------------------------------- | ---------------------------------------------- |
| Cochabamba    | Máximo Cuisano Caballero   |                  | Unión por el Perú          | Vido Sánchez Sifuentes                         |                                                | El Maicito                                     |
| Colcabamba    | Joaquín Ramírez Alvino     |                  | Partido Aprista Peruano    | Joaquín Ramírez Alvino                         |                                                | Partido Aprista Peruano                        |
| Huanchay      | Dioscórides León Fernández |                  | Nueva ERA                  | Elecciones municipales complementarias de 2015 | Elecciones municipales complementarias de 2015 | Elecciones municipales complementarias de 2015 |
| Independencia | Gregorio Mezarina Paredes  |                  | Reconstruyamos Áncash      | Eloy Alzamora Morales                          |                                                | Juntos por Huaraz                              |
| Jangas        | Diógenes Alva Montes       |                  | Salvemos Jangas            | Juan Rosales Gonzales                          |                                                | Solidaridad Nacional                           |
| La Libertad   | Nolverto Aguedo Ramírez    |                  | Reconstruyamos Áncash      | Beatriz Oncoy Visitación                       |                                                | Renovación Ancashina                           |
| Olleros       | Jabico Robles Blácido      |                  | Movimiento Nueva Izquierda | Jabico Robles Blácido                          |                                                | Movimiento Nueva Izquierda                     |
| Pampas Grande | Eusebio Lirio Chauca       |                  | Todos con Pampas Grande    | Telésforo Solano Osorio                        |                                                | Puro Áncash                                    |
| Pariacoto     | Ilario Risco Orbegozo      |                  | Río Santa Caudaloso        | Rómulo Coral Silva                             |                                                | Siempre Unidos                                 |
| Pira          | Óscar Morales Salazar      |                  | Alianza para el Progreso   | Atilio Pérez Rodríguez                         |                                                | Somos Perú                                     |
| Tarica        | Pelé Tinoco Meyhuay        |                  | Nueva ERA                  | Genaro Chinchay León                           |                                                | Renovación Ancashina                           |